# Ruggero Rossato
Ruggero Rossato (Padova, 27 giugno 1968) è un ex ginnasta italiano.

## Biografia
Ha fatto parte della Nazionale italiana, nella quale ha vinto l'oro a squadre ai Giochi del Mediterraneo di Atene nel 1991 ed un bronzo alla Universiadi di Buffalo nel 1993. Inoltre ha partecipato all'Olimpiade di Barcellona nel 1992.